# Champlan
Champlan  [ʃɑ̃pl̥ɑ̃] je francouzská obec v departementu Essonne v regionu Île-de-France. V obci se nachází kostel svatého Germana z Auxerre.

## Poloha
Město Champlan se nachází asi 17 km jihozápadně od Paříže. Obklopují ho obce Massy na severu a severozápadě, Chilly-Mazarin na severovýchodě, Longjumeau na východě a na jihovýchodě, Saulx-les-Chartreux na jihu, Villebon-sur-Yvette na jihozápadě a Palaiseau na západě.

## Vývoj počtu obyvatel
Počet obyvatel